# Cornella de Cuba
La cornella de Cuba (Corvus nasicus) és un ocell de la família dels còrvids (Corvidae).

## Hàbitat i distribució
Habita els boscos de Cuba i l'illa de la Juventud i les Illes Caicos a les Bahames meridionals.